# Synagogue chorale de Vilnius

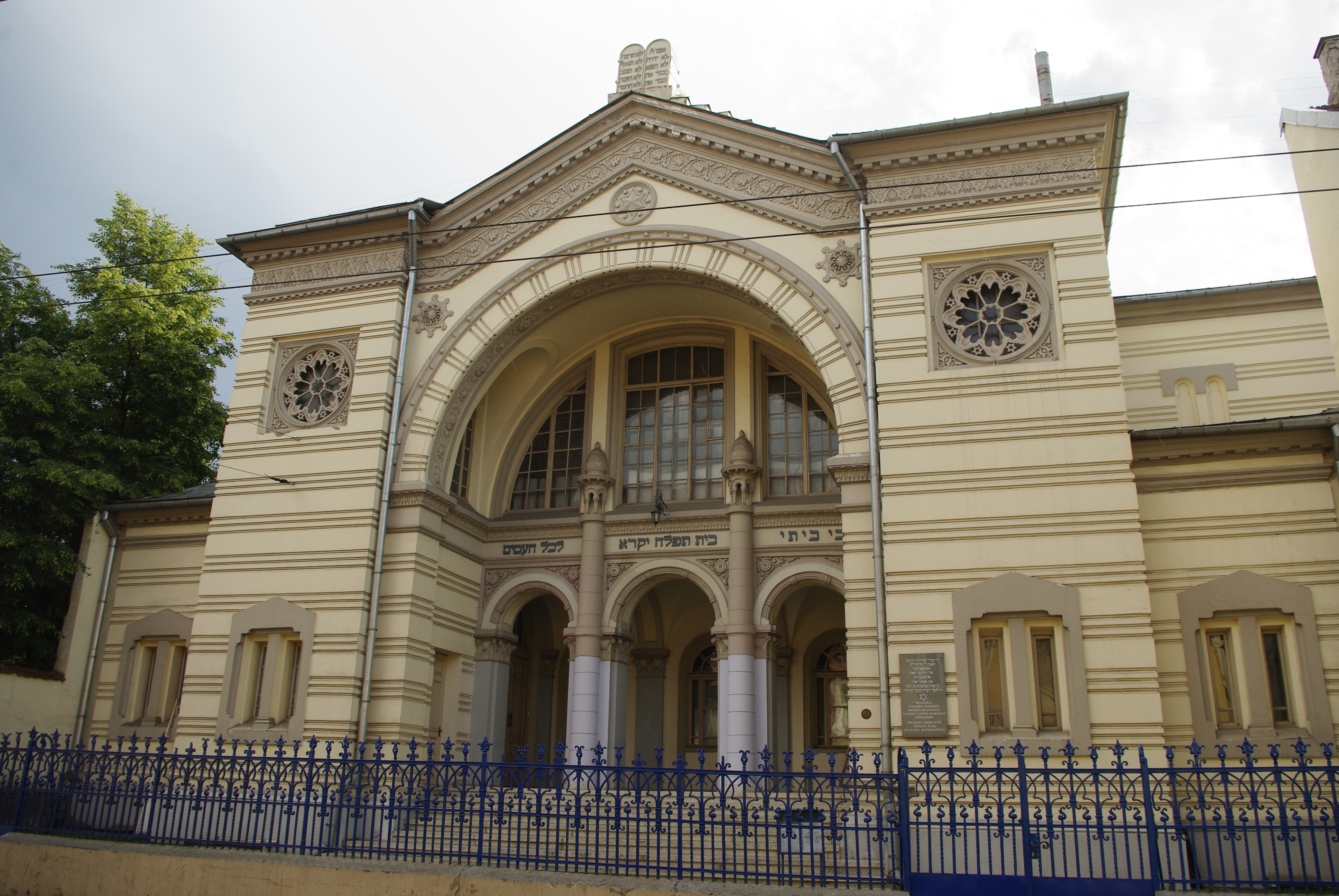
La synagogue chorale. L'inscription en hébreu au-dessus du portail dit : « une maison de prière est sainte pour tous les peuples »

La synagogue chorale de Vilnius (en lituanien: Vilniaus choralinė sinagoga et en polonais: Synagoga Chóralna w Wilnie), également connue sous le nom de synagogue Tohorat Hakodesh (Purification du sacré) est une synagogue située à Vilnius en Lituanie.
Il s'agit de la seule synagogue qui a survécu à l'occupation nazie puis soviétique de la Lituanie, des 105 synagogues ou oratoires juifs qui existaient à Vilnius avant la Seconde Guerre mondiale.
Située 39 rue Pylimo, elle sert aujourd'hui la petite communauté juive de Vilnius.

## Historique
La Haskala, le mouvement juif des Lumières, née en Allemagne se propage à Vilnius et dans toute la Lituanie pendant les années 1830-1840. Les premières traductions de l'écrivain et traducteur Mordechai Ginzburg (1795-1846), ainsi que les premiers poèmes du poète hébraïsant Abraham Dov Lebenson (1794-1876) paraissent à Vilnius déjà dans les années 1820-1830, entrainant de nombreux étudiants juifs à s'inscrire au Gymnasium de Vilnius.
En 1846, lors des funérailles de Ginzburg, les maskilim (partisans de la Haskala) de Vilnius réclament un lieu de réunion et décide pour cela de fonder leur propre synagogue. Les autorités de Vilnius soutiennent leur demande et en 1847, ils obtiennent l'autorisation d'ouvrir leur synagogue qu'ils nomment: Taharat Hakodesh.
La synagogue suit le rite orthodoxe, mais son rituel s'accompagne de chants choraux, selon la tradition des synagogues réformées d'Allemagne. La synagogue est alors désignée sous le nom de synagogue chorale, nom qui devient alors le plus populaire.
La synagogue va être installée dans différents bâtiments durant toute la seconde partie du XIXe siècle, mais en 1899, les responsables de la communauté achètent une parcelle de terrain au marchand EIiyashberg dans la rue Zavalnos (actuellement Pylimo). En 1902, les plans de l'architecte David Rosenhaus sont approuvés, et la synagogue ouvre en septembre 1903, pour les fêtes de Roch Hachana. L'historien, écrivain et militant juif Simon Dubnow assiste à la cérémonie d'ouverture et écrit dans ses mémoires:
« La direction de la synagogue chorale Taharat Hakodesh m'ont réservé une place d'honneur près du mur est… Mon esprit a été submergé par l'interprétation remplie de tristesse de l'hymne solennelle Ounetanè Toqef par le chantre Bernstein. »

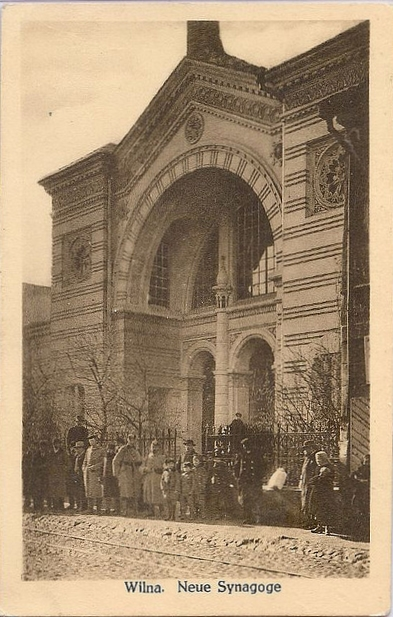
La synagogue chorale en 1908

Abraham Bernstein (1866-1932) est le Hazzan (chantre) de la synagogue chorale pendant plusieurs décennies. Il est aussi connu pour avoir composé et écrit environ 150 œuvres musicales sur des thèmes juifs. Un de ses élèves est Moshe Koussevitzky (1899-1966) qui chantera à la synagogue au début des années 1920. Schemaryahu Levin, écrivain et militante sioniste, député en 1906 à la première Duma russe, est prêcheur de la synagogue pendant deux années.
Au XIXe siècle, la synagogue compte parmi ses membres Abraham Dov Lebensohn, Aisik Meyer Dik (1808–1894), Kalman Schulman (1819-1899) ainsi que le rabbin Salomon Zalkind Minor qui lègue sa précieuse bibliothèque à la synagogue.
Avant la Première Guerre mondiale, on compte parmi les fidèles, les Juifs les plus renommés de Vilnius: l'écrivain Samuel Loeb Zitron (1862-1930), l'homme d'affaires Joseph Shabad, père du responsable communautaire Zemach Shabad (1864-1935) un des fondateurs du Folkspartei (Parti démocratique du peuple juif), l'architecte de la synagogue David Rosenhaus, tué par les nazis en 1941 à Poneriai, Saul Trotsky un des responsables de la communauté et le président du premier Judenrat du ghetto de Vilnius, tué en 1941 à Poneriai lors de la liquidation du premier Judenrat, les frères Bunimovich, banquiers et membres imminents de la communauté, Ephraim Pruzhan un autre responsable de la communauté juive, exécuté en 1941 à Poneriai, et de nombreux autres dirigeants et intellectuels de la communauté juive.
Pendant la Shoah, la synagogue est pillée et est utilisée par les nazis comme entrepôt de médicaments, ce qui la sauvera de la destruction. Sous le régime soviétique, le bâtiment est transformé en usine de transformation de métaux. Au fil du temps, les murs principalement est et ouest, ainsi que le toit vont subir des dégradations importantes. À la suite de fuites d'eau, le mobilier et une partie des décorations peintes sont endommagées.
La communauté juive de Vilnius commence à s'organiser quand vers la fin des années 1980, l'empire soviétique commence à relâcher son étreinte. Suivant une tradition existant avant la Seconde Guerre mondiale, les 27 associations juives existantes (Vétérans de guerre, Survivants du ghetto, Les jeunes adultes juifs, ..etc) envoient des représentants pour élire le président de la communauté. Grigorij Kanovich est nommé premier président de la communauté juive de Lituanie, poste qu'il occupe jusqu'en 2001, où il est remplacé par le Dr. Simonas Alperavičius (Simon Alperowitz).
Le 25 août 1988 il est officiellement décidé de créer une Association culturelle juive lituanienne. Celle-ci est fondée le 5 mars 1989 avec à sa tête Emanuelis Zingeris. La même année, l'école séculaire juive Sholom Aleichem ouvre ses portes.
En 1990 la Lituanie retrouve son indépendance et se dote d'un régime démocratique. La synagogue est restituée à la petite communauté juive qui la rénove en 1994.
Dans les années 1990, le Hazzan Joseph Malovany est nommé Hazzan d'honneur de la synagogue et viendra plusieurs fois célébrer les offices à la synagogue.
En 2006, un conflit oppose la communauté avec le rabbin du mouvement Habad, Sholom Ber Krinsky, né aux États-Unis, pour le contrôle de la synagogue et le poste de grand-rabbin de Vilnius et de Lituanie. À la suite de ce désaccord, la synagogue a été temporairement fermée.
Entre les années 2008 à 2010, des rénovations supplémentaires sont réalisées: le toit et les combles sont restaurés, les fenêtres sont remplacées, les murs peints et repeints et la plomberie réparée.
Actuellement, la synagogue fonctionne et des offices se déroulent chaque jour selon la tradition Mitnagdim. Le rabbin Haïm Burstein, originaire de Russie est présent plusieurs jours par mois. En dehors de quelques survivants de la Shoah, la plupart des fidèles sont originaires des anciens pays soviétiques.

## Architecture

### L'extérieur
Le bâtiment est construit sur le modèle des synagogues réformées allemandes et combine des éléments de style historicisme roman avec des motifs néo-mauresques. La synagogue possède deux niveaux, le rez-de-chaussée est réservé aux hommes, tandis que les galeries au premier étage sont réservées aux femmes ainsi qu'au chœur et à l'orgue.
La synagogue est en retrait par rapport à la rue, entourée par une grille en fer forgé. La façade sur rue est symétrique, avec en son centre un immense porche à arc plein cintre, auquel on accède par un perron d'une dizaine de marches. Le porche comporte trois baies à arc en plein cintre, celle du centre légèrement plus grande que les deux autres. Ces baies possèdent des piédroits dont l'imposte est décorée de crochets. De part et d'autre de la baie centrale, une colonne engagée est surmontée d'un ornement en forme de lanterneau. Au-dessus des baies, sur le linteau, est inscrit en hébreu, en lettres bleues sur fond blanc le verset: « Car ma maison sera appelée une maison de prière, pour tous tes peuples » (Livre d'Isaïe 56-7).
Le haut de la baie est fermé par une grande fenêtre thermale semi-circulaire en trois parties. Au-dessus de la baie, le fronton triangulaire, terminé par une frise à arabesques et surmonté d'une corniche à denticules, est couronné des Tables de la Loi.
De part et d'autre de cette partie centrale, en légère avancée, un corps de bâtiment sur deux niveaux avec au rez-de-chaussée une fenêtre géminée et au premier étage une rose avec un gracieux remplage. À l'arrière de ces deux corps, un bâtiment d'un seul niveau et nettement en retrait abrite des services communautaires.

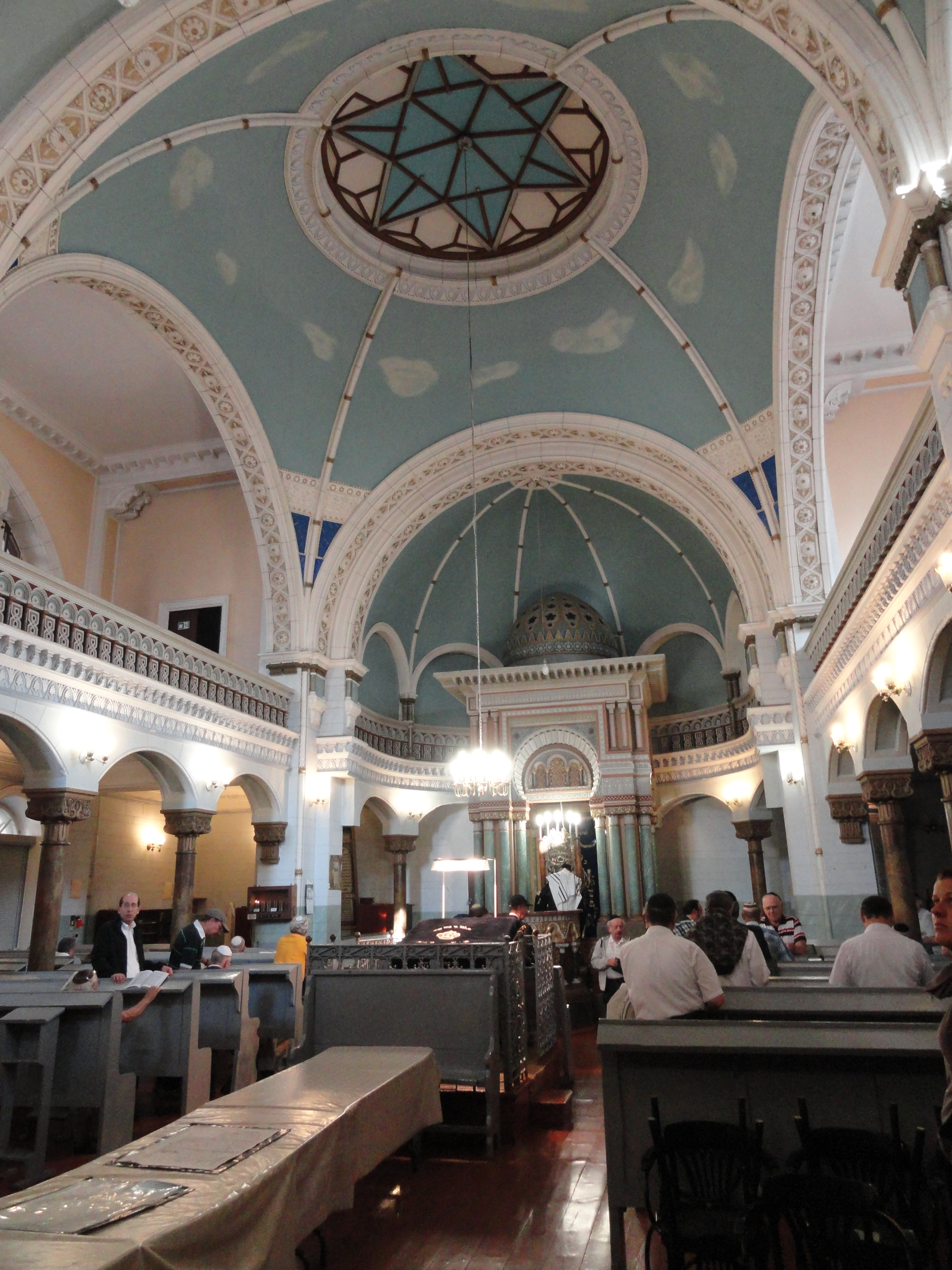
L'intérieur de la synagogue

### L'intérieur
Après être passé sous le porche, on entre par la droite dans un vestibule qui donne sur la salle de prière. Celle-ci est de plan approximativement carré et orientée nord-ouest sud-est, le mur ou se trouve l'Arche Sainte dans la direction de Jérusalem.
La salle de prière est construite sur un plan basilical, formée d'une nef centrale et de deux bas-côtés situés en dessous de la galerie des femmes. À l'extrémité de la nef, et séparée de celle-ci par une arche plein cintre, se trouve une abside surmontée d'une voûte en cul-de-four nervurée et peinte en bleu clair. Le plafond de la nef est composé de deux coupoles peintes en bleu-ciel avec des nuages en blanc, percées à leur sommet d'un grand oculus avec une étoile de David de couleur bleue.

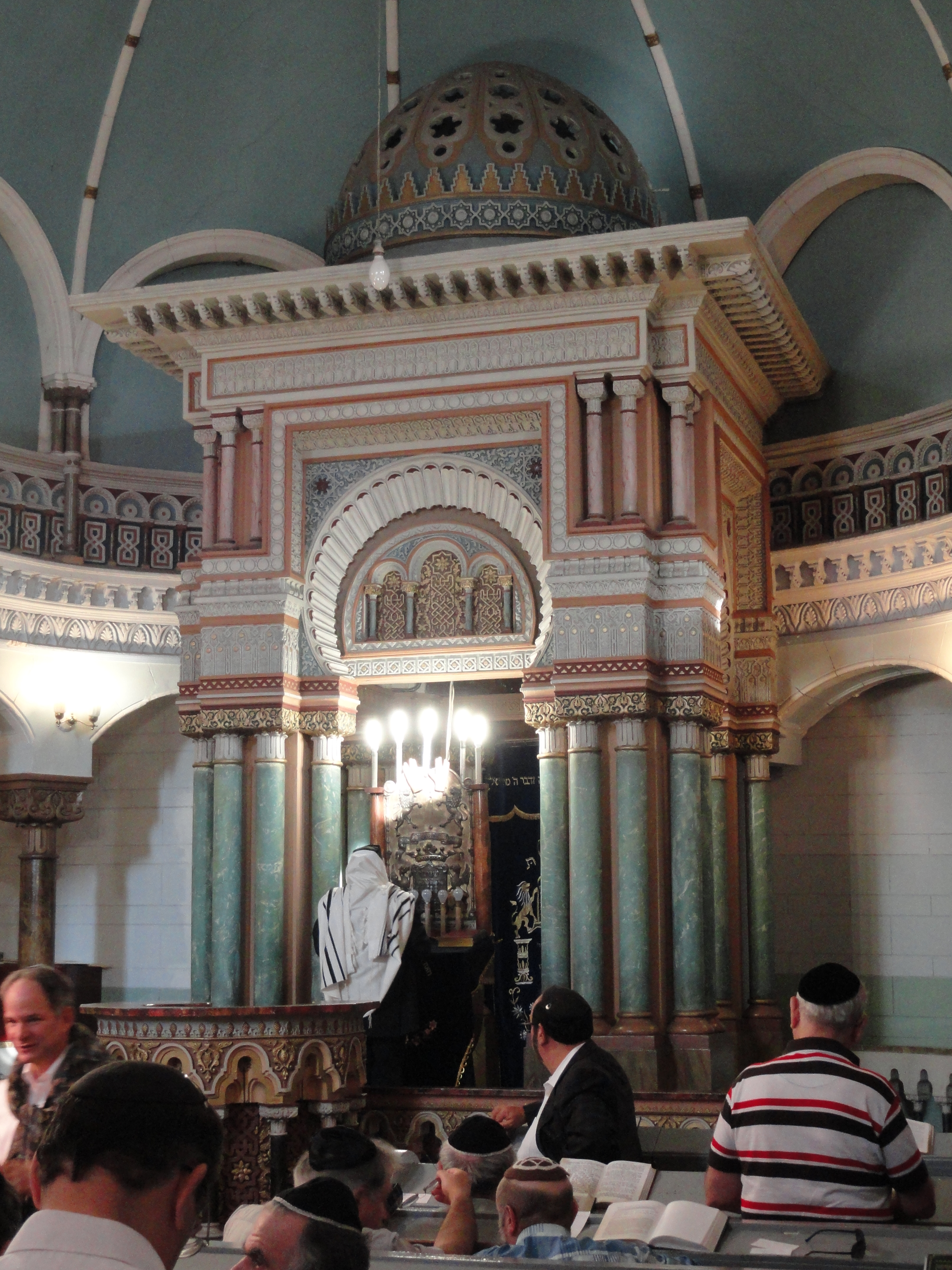
L'Arche Sainte

Les bas-côtés sont séparés de la nef par des gros piliers de section rectangulaire et de fines colonnes cylindriques, formant des arcs en anse de panier et soutenant la galerie des femmes. Au niveau de la galerie, celle-ci est séparée de la nef par de larges baies à arc plein cintre, enjambant trois arcs du rez-de-chaussée.
La Bimah sur une estrade élevée d'une marche et entourée d'une grille en fer forgé, occupe le centre de la pièce. Devant elle, une chaire de style oriental et au fond de l'abside, l'imposante Arche Sainte. Celle-ci sous la forme d'un arc de triomphe s'élève sur deux niveaux, avec de chaque côté deux forts piliers entourés de chaque côté d'un grand nombre de colonnes de marbre vert au premier niveau et de colonnettes en marbre rose au second niveau. L'entablement massif terminé par une frise à oves et dards, surmontée d'une corniche est couronné par un dôme peint selon des figures géométriques en or, bleu et blanc, et percé de trous circulaires et pentalobés. Au centre de cet ensemble, une baie à arc outrepassé, dont la partie arquée est décorée de quatre petites colonnettes supportant des arcs plein cintre avec en fond des motifs peints d'arabesques en blanc sur fond bleu clair ou grenat. Les rouleaux de Torah sont entreposés dans une cavité protégée par des portes fermant à clef, dissimulée sous un Parokhet (rideau) de velours bleu brodé au fil d'argent de motifs religieux.
Les bancs sont disposés par rangées de quatre, face à l'Arche Sainte.

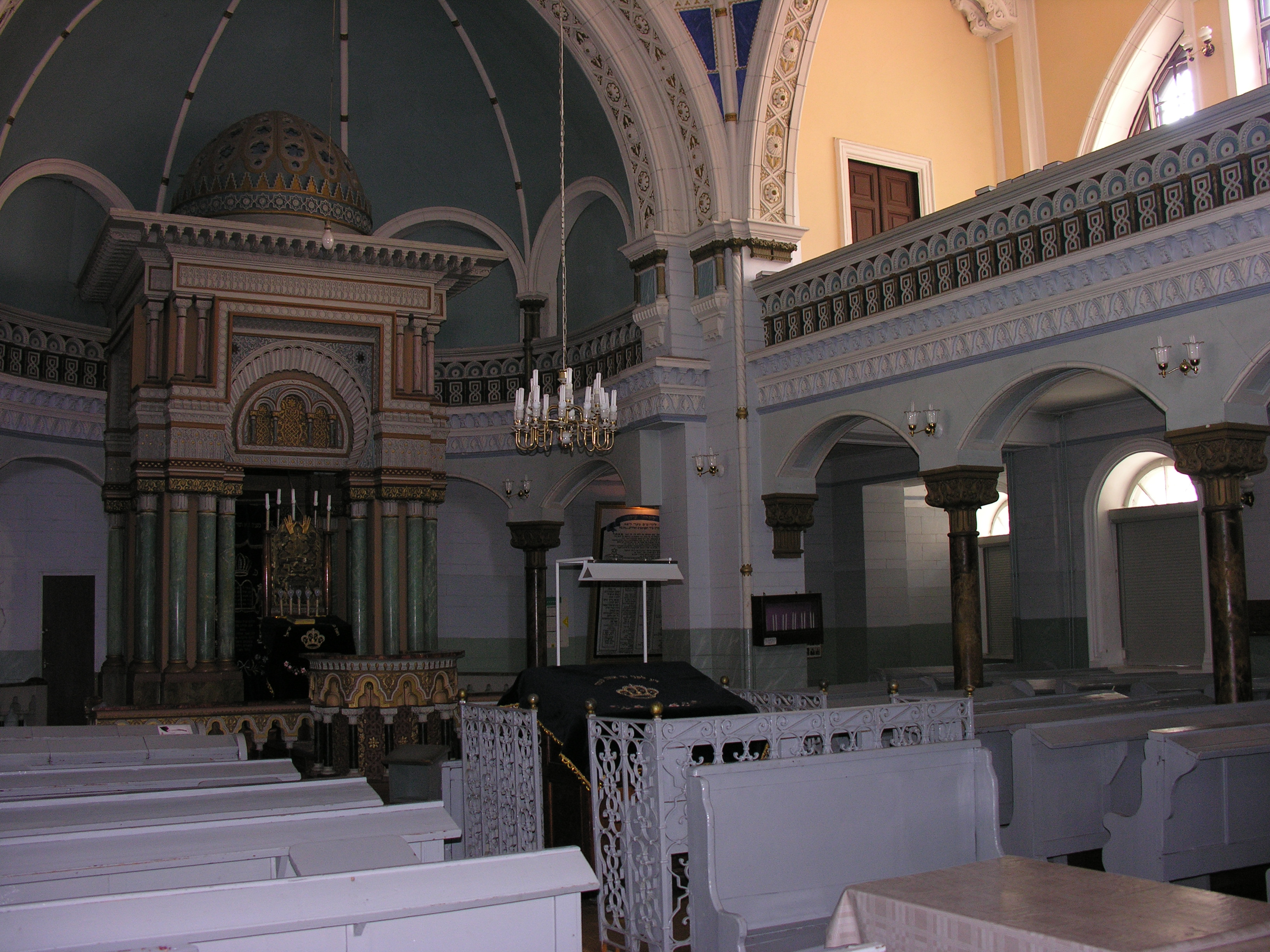
La Bimah et l'Arche sainte
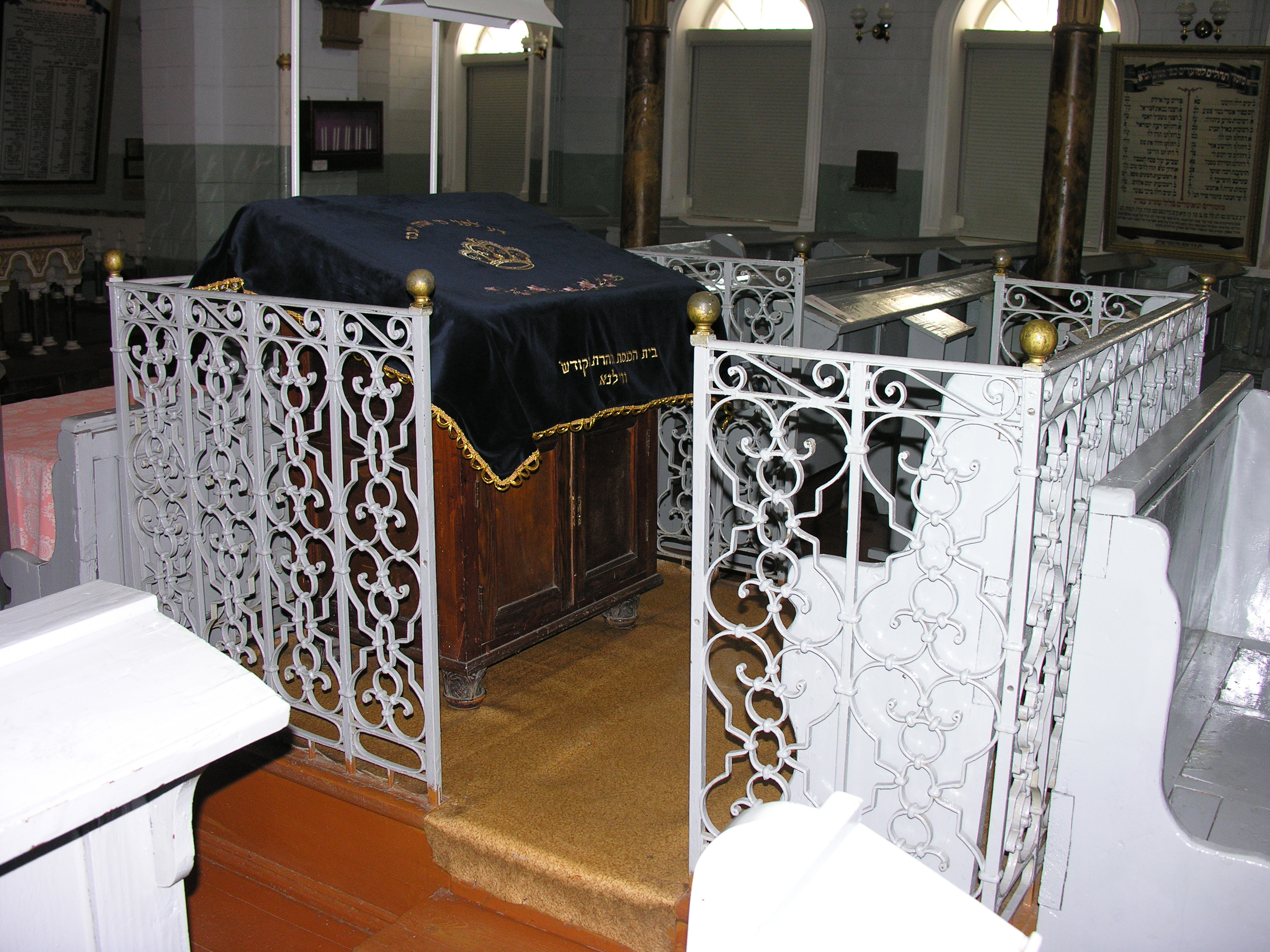
La Bimah
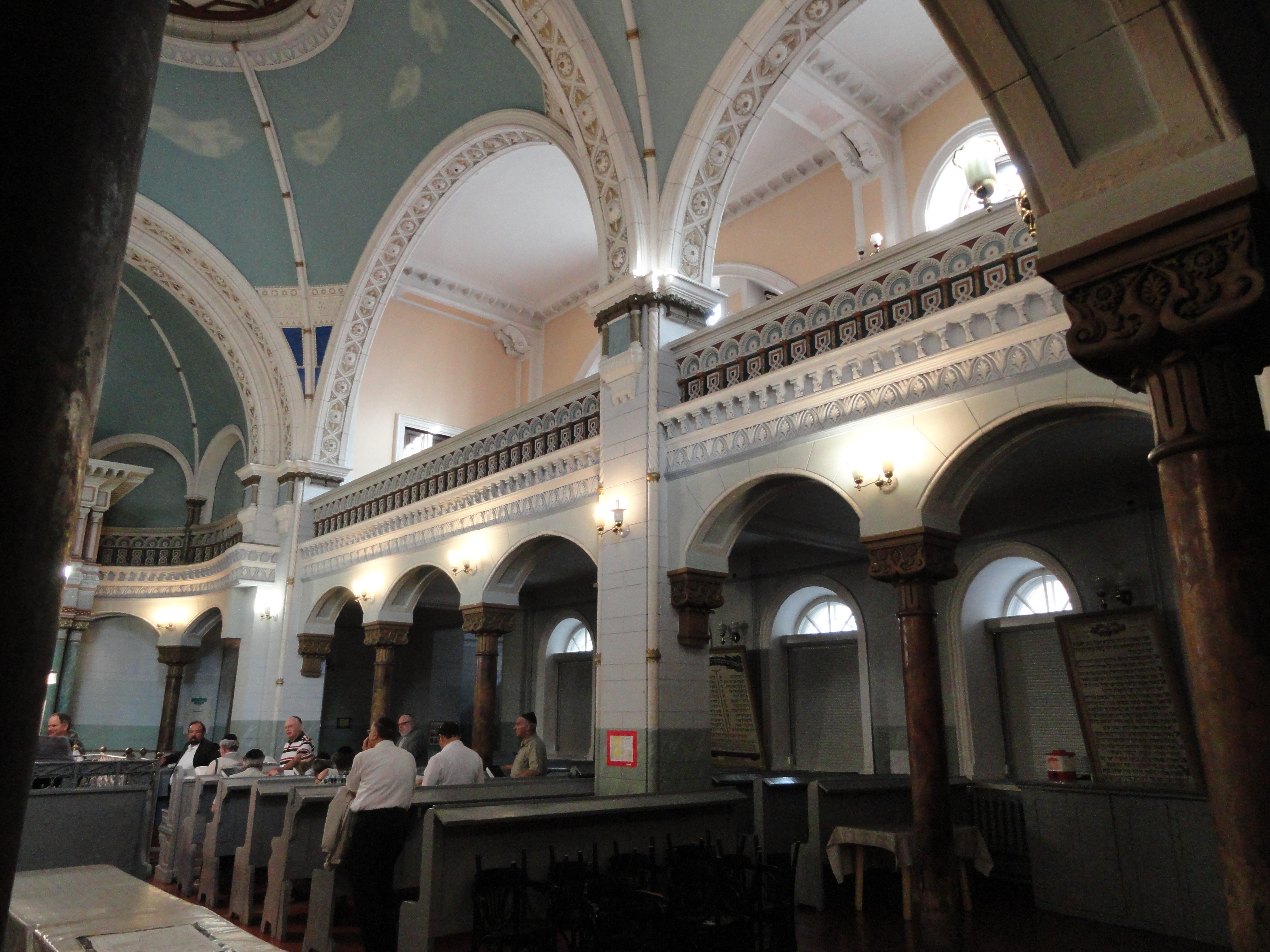
Aperçu sur la galerie des femmes
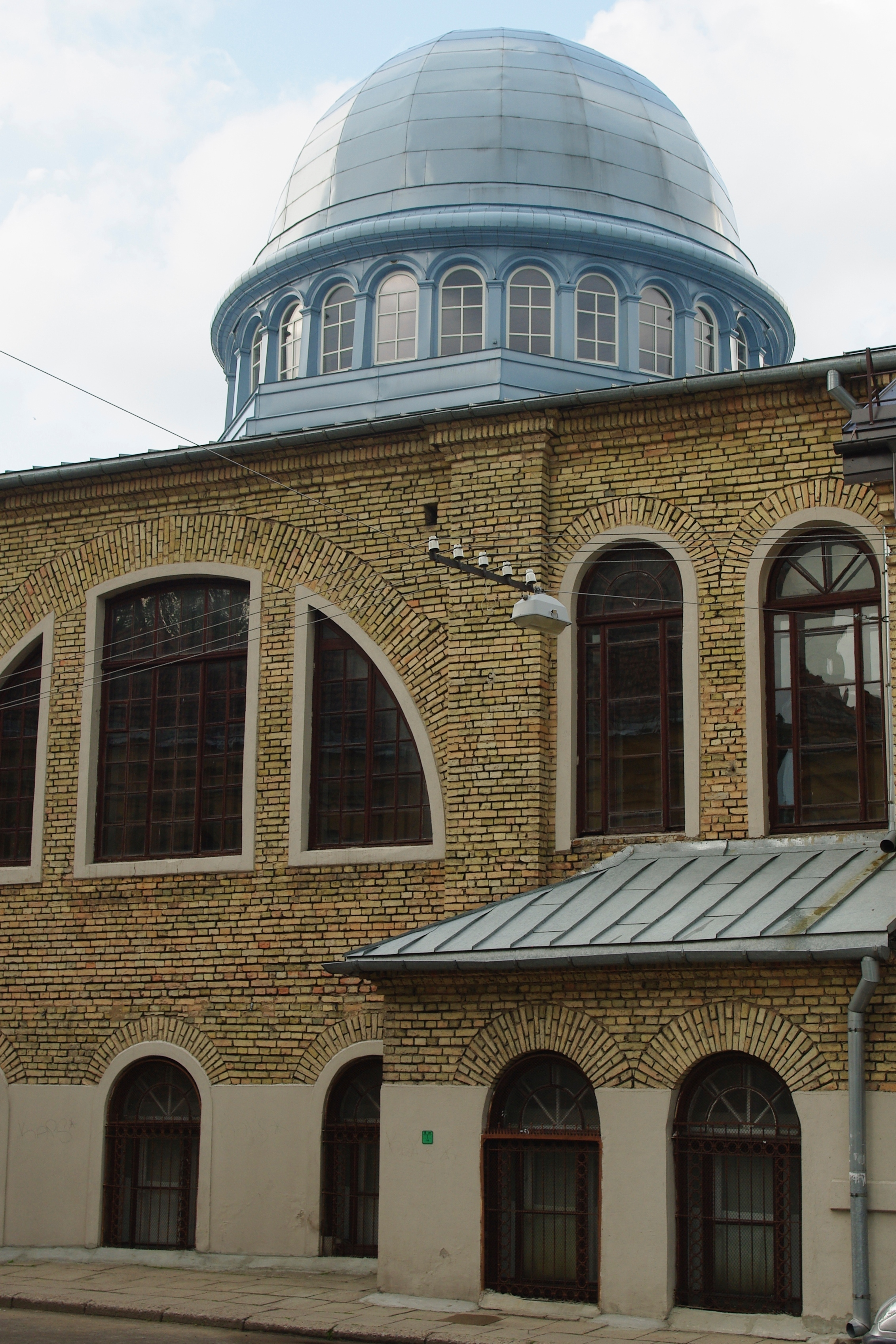
Façade arrière et coupole

## Vandalisme
Le vendredi 18 mai 2012, des vandales attaquent la synagogue en jetant un pot de peinture. Ce n'est pas la première fois qu'une telle attaque a lieu. D'après la communauté, celles-ci se produisent à chaque fois que le gouvernement honore la mémoire d'un héros local qui a collaboré avec las nazis durant la Seconde Guerre mondiale.
Le dimanche, une cérémonie officielle se tenait à Kaunas pour enterrer les restes de Juozas Ambrazevičius-Brazaitis, chef du gouvernement provisoire de Lituanie en 1941, sous l'occupation nazie. Ces os, amenés par avion de Vilnius ont été enterrés en présence de politiciens au son de l'hymne national.
Comme le dit Milan Chersonski, éditeur du journal de la communauté juive de Lituanie:
« Si des personnages importants, comme les anciens chefs d'état Vytautas Landsbergis et Valdas Adamkus participent aux cérémonies honorant les collaborateurs de la Shoah, alors les voyous se sentent capables d'apporter leur propre contribution avec un pot de peinture jeté contre la synagogue. Pour eux, ils ont jeté de la peinture à la figure de la petite communauté de Juifs survivant du pays . »